# Ares V

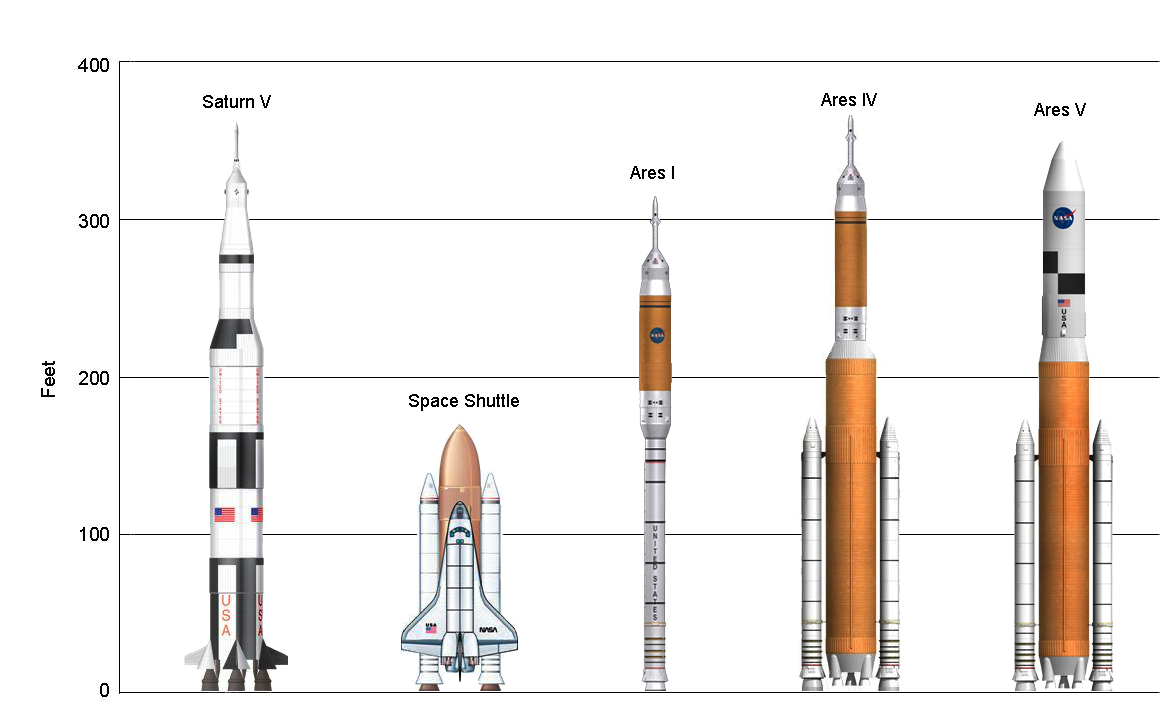
Comparazione tra il Saturn V, lo Space Shuttle, e i tre vettori della famiglia Ares del programma Constellation

Ares V (precedente chiamato Cargo Launch Vehicle o CaLV) era il vettore per il lancio dell'Earth Departure Stage e del Lunar Surface Access Module nell'ambito del programma Constellation della NASA che prevedeva il ritorno dell'uomo sulla Luna. Questo vettore era complementare all'Ares I, che invece aveva il compito di lanciare la capsula dell'equipaggio Orion. Ares V era in grado di portare circa 130 tonnellate in orbita terrestre bassa (LEO) e circa 65 tonnellate sulla Luna.
Il 1º febbraio 2010 il Presidente degli Stati Uniti d'America, Barack Obama, ha cancellato il programma (eccetto la navetta Orion, già completata) a partire dall'anno finanziario 2011 a favore dello Space Launch System, meno dispendioso.
A differenza dello Space Shuttle, dove l'equipaggio e il carico venivano lanciati contemporaneamente con lo stesso vettore, il programma Constellation prevedeva due vettori diversi per il lancio separato dell'equipaggio e del carico. L'uso di due lanciatori diversi permetteva infatti di specializzarli in base al loro scopo.
Il razzo Ares V era il vettore per carichi pesanti, ed era stato progettato per lanciare l'Earth Departure Stage e il Lunar Surface Access Module, oltre ad essere il vettore dei nuovi moduli destinati alla Stazione spaziale internazionale, e per le future missioni dedicate alla base lunare e a Marte.
La capacità di 130 t poneva l'Ares V nella stessa classe di vettori occupata dallo statunitense Saturn V e dal russo Energia e lo rendeva in grado di supportare l'esplorazione umana della luna e di Marte. Era anche in grado di inviare sonde planetarie di massa simile alla Galileo o alla Cassini-Huygens direttamente verso il sistema solare esterno.

## Progetto

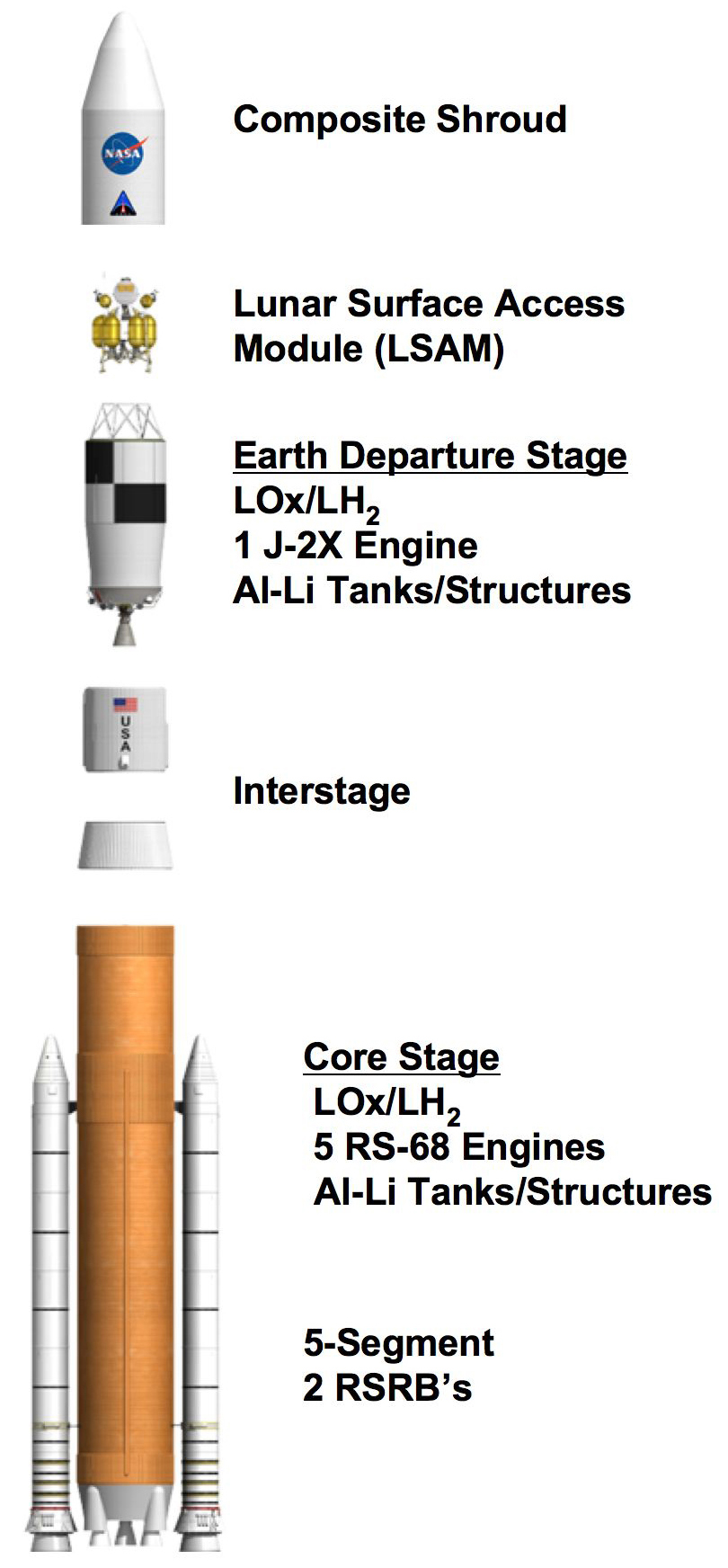
Visuale esplosa di Ares V

Ares V era stato progettato come un vettore per carichi pesanti in grado di inviare grandi quantitativi di materiali sulla luna e rifornimenti principali per sostenere la presenza umana oltre l'orbita terrestre.
Ares V era un razzo a due stadi, il primo dei quali utilizzava propulsione sia solida che liquida, mentre il secondo impiegava un singolo propulsore J-2X a combustibile liquido.

### Storia
A maggio 2007 la NASA scelse il propulsore RS-68 per l'alimentazione del primo stadio del vettore Ares V. Questa decisione segnò l'abbandono del progetto iniziale che prevedeva l'uso di un propulsore SSME già utilizzato sugli orbiter. Il contractor principale era dunque la divisione Rocketdyne di Pratt & Whitney.
A luglio 2007 furono completati i primi test per lo sviluppo dei propulsori RS-68 per lo stadio principale di Ares V. I test riguardavano uno dei componenti principali dei propulsori. Era stato previsto l'impiego di cinque propulsori RS-68.
Sempre a luglio la NASA affidò la costruzione del propulsore J-2X dello stadio superiore alla divisione Rocketdyne di Pratt & Whitney, con un contratto del valore di 1,2 miliardi di dollari.
Ad agosto la NASA firmò il contratto con la Alliant Techsystem per lo sviluppo dei propulsori a combustibile solido del primo stadio di Ares I e Ares V, per un valore di 1,8 miliardi di dollari. L'Ares V avrebbe usato due razzi, mentre Ares I ne usava uno solo.
A dicembre 2007 iniziarono i test dei componenti principali del propulsore J-2X, che terminarono a maggio 2008. Successivamente, a novembre dello stesso anno venne terminata con successo la revisione del progetto del propulsore.

### Primo stadio
Il primo stadio possedeva due tipi diversi di propulsore: analogamente allo Space Shuttle, venivano utilizzati combustibili solidi e liquidi simultaneamente. I razzi a combustibile solido erano simili ai Solid Rocket Boosters dello Shuttle, con un segmento aggiuntivo. Erano anche presenti cinque propulsori RS-68 a combustibile liquido connessi con una versione più grande del serbatoio esterno presente sullo Shuttle.. Originalmente era stata considerata la possibilità di utilizzare cinque propulsori SSME utilizzati nell'orbiter, ma RS-68 risultò più semplice nel progetto e nella costruzione, con maggiore spinta e costi ridotti.

### Secondo stadio
Il secondo stadio era basato sullo stadio S-IVB utilizzato nei razzi Saturn IB ed è chiamato Earth Departure Stage. Il propulsore utilizzato era un singolo J-2X (usato anche come secondo stadio di Ares I) che spingerà il modulo lunare o il carico in orbita. Durante le missioni lunari il propulsore serviva anche per spingere Orion e l'LSAM in una traiettoria verso la Luna.
Mentre nell'Ares I il propulsore J-2X era utilizzato nella cosiddetta modalità primaria, nell'Ares V era utilizzato nella modalità secondaria. In quest'ultima, dopo il distaccamento del primo stadio, dopo 325 secondi dal decollo e ad una altezza di 76 miglia (122,3 km), veniva acceso per 442 secondi. Erogava una spinta di 42 380 kN (242 000 lbf) durante questa prima accensione, per portare il suo carico in orbita bassa terrestre.
In caso di missione lunare, dopo l'aggancio del secondo stadio, contenente l'Earth Departure Stage e il modulo lunare con la navetta Orion, veniva effettuata una seconda accensione di altri 442 secondi per raggiungere la velocità di fuga e inserire il velivolo in rotta verso la Luna.